# 贾苏尔别克·朱马耶夫
贾苏尔别克·朱马耶夫（1984年12月12日 -  ）是一名土库曼斯坦举重运动员，身高1.70米。2010年参加广州亚运会，以296千克的成绩获77公斤级比赛第四名。